# Parc Nacional dels Pinacles

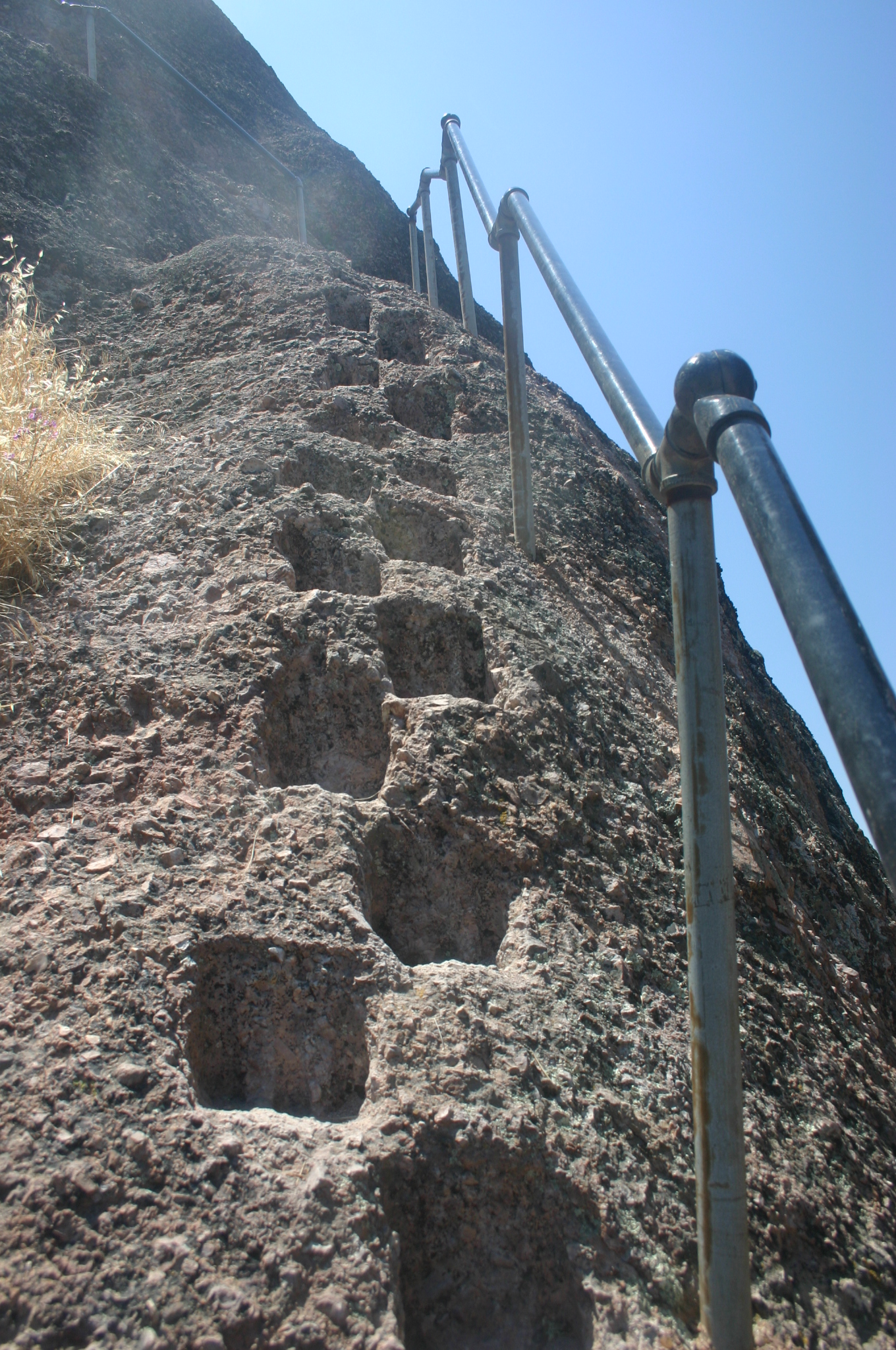
Una ruta per les roques erosionades del parc

El Parc Nacional dels Pinacles (Pinnacles National Park) rep el seu nom de les agulles de roques i penyals que són les restes d'un antic volcà. El volcà es va erosionar amb el pas de milions d'anys mentre es movia cap al nord al llarg de la Falla de San Andreas. Com a conseqüència de les condicions meteorològiques i el pas del temps, les restes de blocs de roca s'han desgastat i assentat formant les agulles de roca volcànica i les coves de talús que els visitants gaudeixen avui. Almenys 14 espècies de ratpenats tenen la seva llar en aquestes coves.
El 1908 el President Theodore Roosevelt va crear originalment el Monument Nacional dels Pinacles (Pinnacles National Monument) sota la Llei d'Antiguitats de 1906. L'àrea ocupa 10.767 hectàrees dins d'una zona muntanyosa del centre de Califòrnia a l'est de la Vall de Salinas (Salinas Valley) als comtats de San Benito i Monterrey. De conformitat amb la legislació signada pel President Barack Obama el 10 de gener de 2013, el monument nacional va ser designat oficialment el 59è parc nacional administrat pel National Park Service dels Estats Units.